# IC 999
IC 999 је лентикуларна галаксија у сазвјежђу Волар која се налази на листи објеката дубоког неба у Индекс каталогу.
Деклинација објекта је + 17° 52' 33" а ректасцензија 14h 19m 32,6s. Привидна величина (магнитуда) објекта IC 999 износи 13,4 а фотографска магнитуда 14,4. IC 999 је још познат и под ознакама UGC 9168, MCG 3-37-1, CGCG 104-3, NPM1G +18.0404, PGC 51189.